# Laugerie-Haute
Der Abri von Laugerie-Haute ist einer der forschungsgeschichtlich wichtigsten archäologischen Fundplätze Frankreichs zur Klassifikation des oberen Jungpaläolithikums. Er enthält eine Schichtenfolge des Gravettiens (Oberen Périgordiens), Solutréens, Badegouliens und Magdaléniens.

## Geographische Lage

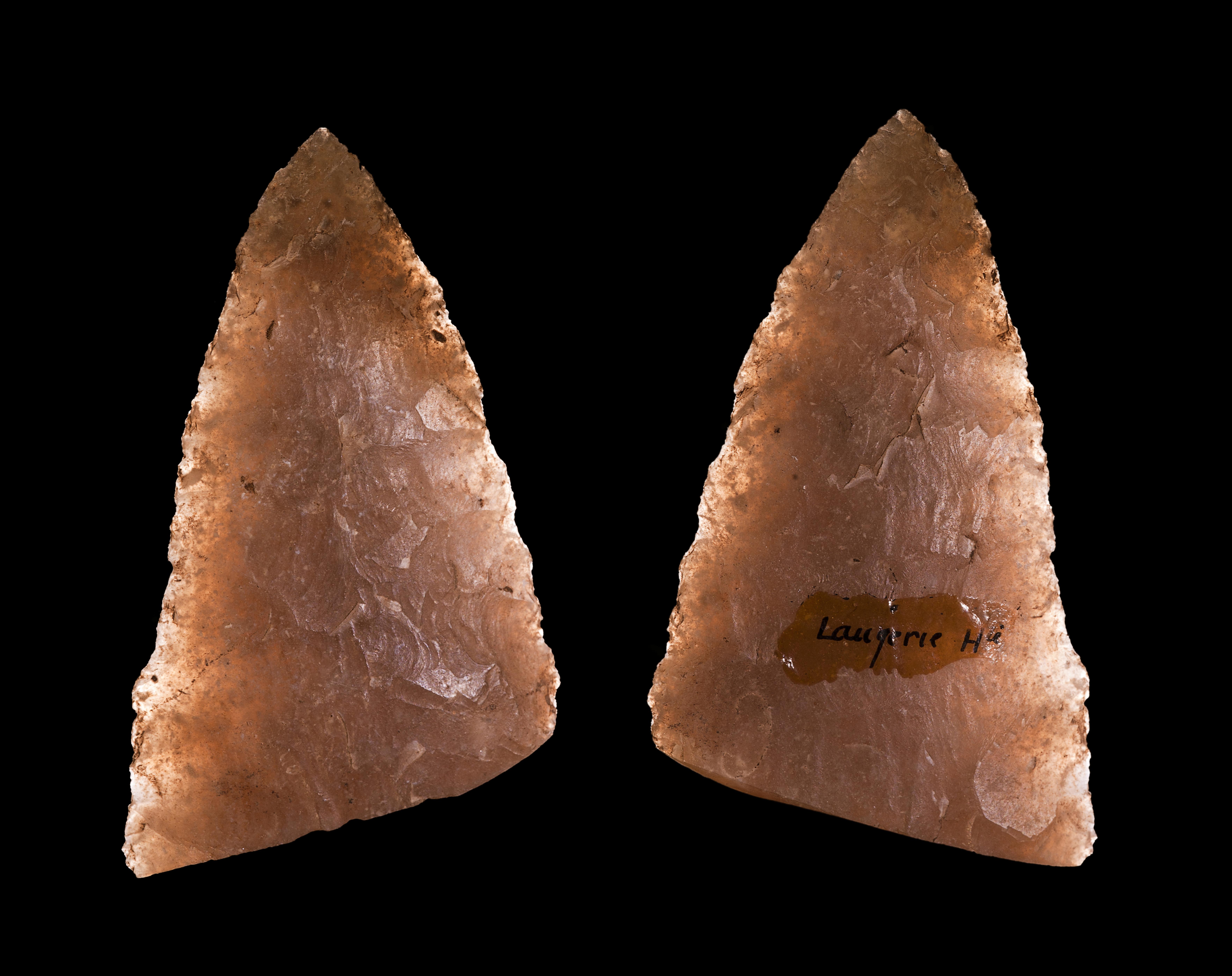
Blattspitze des Solutréen- Edouard Lartet

Der nach Südosten hin offene Abri befindet sich etwa zwei Kilometer flussaufwärts von Les Eyzies-de-Tayac-Sireuil (Département Dordogne) entfernt am rechten Ufer der Vézère. Im Vergleich zu Laugerie-Basse liegt er etwas weiter flussaufwärts, daher auch die Unterscheidung in franz. Basse (Unter) und Haute (Ober). Die Steilwand besteht aus flachliegenden Kalken des Coniaciums. Unmittelbar zwischen der Felswand und dem Fluss verläuft die von Périgueux kommende D 47, von der aus die Stätte aber nicht eingesehen werden kann. Die Gesamtlänge des Felsüberhangs beträgt etwa 180 Meter, bei einer Tiefe von 10 Meter. Die Untersuchungsfläche beträgt jedoch nur 132 Meter in der Länge, da gegen Ende des Magdalénien III (um 14.000 v. Chr.) einstürzende Felsüberhänge die Siedlungsfläche teilweise verschütteten. Diese herabgestürzten Felsen erlauben den Archäologen heute eine Unterteilung in Laugerie-Haute Est und Laugerie-Haute Ouest. Die Grenze markiert ein im 17. Jahrhundert errichtetes Haus („Schloss“ Chapoulie), das den Felsen als Rückwand nutzt. Am Südwestende der Felswand stehen die Ruinen des Hauses Fournier. Mit einer geschätzten Tiefe von 35 Meter dürfte Laugerie-Haute vor dem Einsturz einer der beeindruckendsten  Abris Frankreichs gewesen sein.
Die steinzeitliche Besiedlung war nicht nur auf den eigentlichen Abri beschränkt, sondern reichte unter der jetzigen Straße hindurch bis an den Fluss.

## Forschungsgeschichte

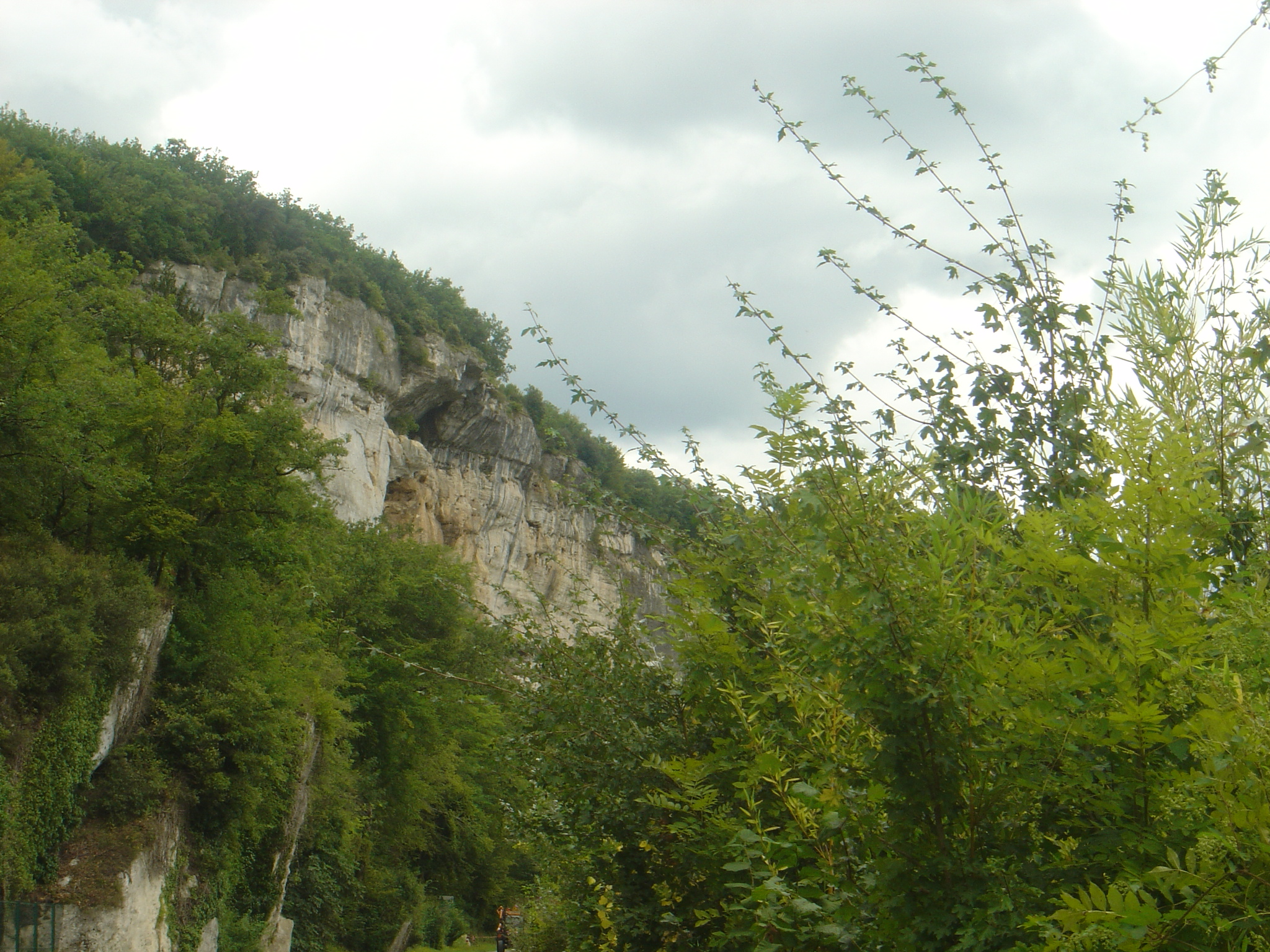
Felsüberhang von Laugerie-Haute

Die Forschungen am großen Abri von Laugerie-Haute begannen im Jahre 1863, als Édouard Lartet und Henry Christy im Zuge ihrer Grabungen im Department Dordogne hier Lorbeerblattspitzen des Solutréen entdeckten. 1892 unternahmen E. Massenat und Paul Girot weitere Sondierungen, die 1895 von Louis Capitan fortgesetzt wurden. 1901 gelang die Freilegung eines Niveaus aus dem Unteren Magdalénien mit Raclette-Spitzen durch Louis Capitan, Henri Breuil und Denis Peyrony. Weitere Grabungen erfolgten ab 1907 von Otto Hauser. Dessen Funde sind zum Teil an die Ur- und Frühgeschichtliche Sammlung der Universität Erlangen verkauft worden und liegen als Katalog vor.
Zwischen 1921 und 1925 wurden die Forschungen wieder aufgenommen. Auf Veranlassung Peyrony's ging Laugerie-Haute 1921 in Staatsbesitz über, eine Ausnahme bildet der Bereich in der Nähe des Hauses Fournier, der in Privatbesitz verblieb. Die Grabungen von Denis Peyrony und seinem Sohn Elie in diesen Jahren führten zu einer ersten ausführlichen Publikation.
Weitere Grabungen folgten in den Jahren 1955–1958 durch François Bordes in Laugerie-Haute Est sowie 1959–1960 gemeinsam mit Philip Smith in Laugerie-Haute Ouest. Von 1967 bis 1988 führte Geneviève Guichard Grabungen durch.

## Stratigraphie und Alter
Für die Kenntnis des Jungpaläolithikums ist Laugerie-Haute von entscheidender Bedeutung. Die vertretenen Kulturepochen reichen vom Oberen Périgordien bis zum Beginn des Oberen Magdaléniens und überspannen in etwa den Zeitraum von 22.000 Jahren bis 13.000 Jahren BP. Zeitlich folgen die Ablagerungen von Laugerie-Haute den in La Ferrassie und im Abri Pataud gegenwärtigen Lagen.
Insgesamt konnten im Ostabschnitt 42 Lagen unterschieden werden – ausgehendes Périgordien, Solutréen, Badegoulien, sowie die erste Hälfte aus dem Magdalénien. Unter den alten Sammlungen finden sich auch noch Oberes Magdalénien V und VI dokumentiert. Der Westabschnitt enthält 12 Lagen, die das gesamte Solutréen umfassen.
Die erste Stratigraphie der Fundstelle erstellte Denis Peyrony während seiner Grabungen in den 1920er Jahren. Diese grundlegende Abfolge der Schichten wurde von François Bordes und Philipp Smith modifiziert und somit noch aussagekräftiger gemacht (vom Hangenden zum Liegenden):
- Magdalénien III: Schicht 3-1 (Est)
- Magdalénien II: Schicht 8-4 (Est)
- Magdalénien I: Schicht 17-9 (Est)
- Magdalénien 0: Schicht 20-18 (Est)
- End-Solutréen: Schicht 23-21 (Est), 3-1 (Ouest)
- Oberes Solutréen: Schicht 28-25 (Est), 7-4 (Ouest)
- Mittleres Solutréen: Schicht 30-29 (Est), 11-8 (Ouest)
- Unteres Solutréen: Schicht 32-31 (Est), 12 (Ouest)
- Aurignacien V: Schicht 35-33
- Proto-Magdalénien: Schicht 37-36 (Est)
- Périgordien VI (=Gravettien): Schicht 42-38 (Est)

Funde aus dem jüngeren Magdalénien sowie dem Azilien in den obersten Schichten beschränken sich auf kurze Aufenthalte in dem von Felsstürzen zerstörten Abri. Durch Korrelation der unteren Schichten mit dem Abri Pataud (dort ist Aurignacien, Gravettien und Solutréen vorhanden) lässt sich für die Dordogne anhand der beiden Fundstellen die gesamte Kulturabfolge des Jungpaläolithikums belegen.

## Der Fundplatz „Laugerie-Intermédiaire“
Otto Hauser bezeichnete nur den östlichen Teil des Abris (Laugerie-Haute Est) mit Laugerie-Haute, den westlichen Teil (Laugerie-Haute Ouest) dagegen als „Laugerie-Intermédiaire“. Er wollte damit zum Ausdruck bringen, dass es sich um einen eigenen Siedlungsplatz handelt, der zwischen Laugerie-Haute und Laugerie-Basse liegt.
Hier entdeckte Hauser im Jahre 1914 eine sogenannte „Opferstätte“, einen 15 Meter langen und 8 Meter breiten ovalen Platz, der von großen Steinblöcken umstellt war. Im Zentrum lag eine Feuerstelle. Artefakte und Schmuck weisen den Befund in das Magdalénien III-IV (Mittleres Magdalénien). Wegen einiger Schädelteile mit Gehörn sowie den reichen Schmuck (unter anderem viele Steine mit eingravierten Tieren) interpretierte Hauser den Platz als Kultstätte eines „Priesters der Urwelt“. Er schreibt dazu wörtlich:

„In seiner unmittelbaren Nähe lagen Dutzende von Schmuckstücken: zierlich durchbohrte Zähnchen, gelochte Steine und Knochenanhänger, Bergkristallperlen, … Nadeln, Ocker, Kultstäbe – ein reicher Schmuck also, den wohl ein Häuptling der Sippe am heiligen Feuer niedergelegt haben mochte. Oder war’s das Parament, die Ausrüstung des Priesters?“

Aus heutiger Sicht fehlt dieser Interpretation die nötige Distanz, da eine Trennung in kultische Niederlegungen und Reste menschlicher Nahrung sehr willkürlich vorgenommen scheint. Immerhin ist der Platz durch die Einfassung mit gravierten Felsblöcken und -platten von herausragender Bedeutung, und eine bewusste Komposition derselben als Begrenzung des Platzes mit der Feuerstelle scheint vorstellbar.
Prof. Dr. Leo Gerlach, Gründer der Erlanger „Anthropologisch-Prähistorischen Universitätssammlung“ erwarb im Jahre 1914 einen Großteil der Funde aus der sogenannten „Opferstätte“. Als Otto Hauser 1914 seinen Wohnsitz in Les Eyzies verlassen musste, blieben die Steinblöcke und die gesamte Grabungsdokumentation zurück. Sie gelten seitdem als verschollen.

## Klimageschichte
Bedingt durch den relativ langen Zeitraum von rund 10.000 Jahren spiegeln die Ablagerungen in Laugerie-Haute mehrere klimatische Oszillationen wider, die von H. Laville genauer untersucht wurden. Der Beginn der Ablagerungen fällt noch in die ausgehende Würm-Kaltzeit, unterbrochen von dem wärmeren, feuchteren, nach Laugerie-Haute benannten Laugerie-Interstadial. Mit Beginn des Magdaléniens kam es erneut zu einer Erwärmung (Lascaux-Interstadial) auf die dann die Abkühlung der Älteren Dryas folgte. Die Ältere Dryas wurde ihrerseits von zwei wärmeren Abschnitten unterbrochen (Prä-Bölling-Interstadial und Bölling-Interstadial).

## Kleinkunst
In Laugerie-Haute Est wurde in allen Grabungskampagnen eine große Zahl von Kleinkunstwerken des mittleren Magdaléniens gefunden. Diese werden zum überwiegenden Teil im Prähistorischen Nationalmuseum (Musée national de Préhistoire) in Les Eyzies aufbewahrt. Die Ur- und Frühgeschichtliche Sammlung der Universität Erlangen zeigt einige der von Otto Hauser verkauften organischen Artefakte mit Kleinkunst auf seiner Homepage. Dazu gehören ein Lochstab mit drei Pferdegravierungen aus Rengeweih, ein Rengeweihstab mit der Darstellung eines Wolfes sowie einem Mischwesen (Schlange und/oder Phallus) sowie diverse Knochenartefakte mit geometrischen Mustern. Komplexe Szenen sind für Kleinkunst des mittleren und jüngeren Magdalénien typisch.

## Funde
Insgesamt gesehen sind die Funde in Laugerie-Haute nicht so reichhaltig wie in Laugerie-Basse oder in La Madeleine. Nennenswert sind neben den oben bereits erwähnten Exemplaren:
- Ein 30 Zentimeter großes, tief eingraviertes Gneisgeröll aus dem Périgordien VII. Das Motiv ist nicht ersichtlich.
- Ein aus Rentierknochen hergestellter, durchbohrter Stab, ebenfalls aus dem Périgordien VII. In einer recht flachgründigen Reliefarbeit sind zwei gegenübergestellte Mammutpaare zu erkennen. Dieses Motiv ist auch in Rouffignac gegenwärtig.
- Ein aus Rentierknochen hergestellter Umriss aus dem Solutréen soll nach F. Bordes eine Großkatze darstellen, ein für diese Epoche einmaliger Fund.
- Ein Skelettfund aus dem Magdalénien am Südwestende in der Nähe des Hauses Fournier.
- Ein aus dem Grabungsschutt von Otto Hauser stammender Kalkblock, in den der Kopf eines Moschusochsen eingraviert wurde – ebenfalls sehr ungewöhnlich.
- Die erste Fettlampe deren Funktion unbestritten ist, stammt aus dem Gravettien von Laugerie-Haute.

## UNESCO-Welterbe
Seit 1979 gehört Laugerie-Haute im Verbund mit anderen bedeutenden Fundstätten des Vézère-Tals zum UNESCO-Welterbe.